# 成渝铁路筑路民工纪念堂、碑
成渝铁路筑路民工纪念堂、碑，位于中国四川省内江市市中区牌楼街道梅家山村。

## 历史
成渝铁路是中华人民共和国成立后第一条铁路，在1952年7月1日全线通车，有十万名民工参与兴建铁路工程。为了纪念民工修筑成渝铁路的功绩，西南铁路局在1953年8月21日拨款委托内江市承修一座筑路民工纪念堂。纪念堂在同年8月21日开始动工兴建，12月10日落成。1954年春季，纪念堂前方再兴建了一座纪念碑，在7月1日落成奠基。
内江市人民政府在1982年把纪念堂和纪念碑列入内江市文物保护单位（视为同一项目），在2017年单独把纪念堂列入第一批内江市市本级历史建筑。2019年1月10日公布为第九批四川省文物保护单位。

## 结构
成渝铁路筑路民工纪念堂、碑位于梅家山上，自山下攀登一条长50多级石阶登山梯道，即可到达纪念碑前方。纪念碑设于纪念堂正前方40米处，两座建筑物和登山梯道位于同一条笔直的中轴线上。纪念碑和纪念堂之间建有花圃，两座建筑由一道长49米的水泥大道连接起来。
纪念堂坐南向北，建筑面积729平方米。建筑本体呈长方形，南面敞开，其余三面为石墙。纪念堂为中国传统厅堂建筑，采用砖木结构，内部呈工字型平面布局。堂前有“成渝铁路筑路民工纪念堂”11个堆塑而成的朱红大字，为行书文字，字体仿照毛泽东题词的书法风格。通过大门可进入前厅，前厅楼高两层，高12米；左右两侧设有耳室，各为楼高一层的平房，用作展出成渝铁路相关文献。前厅后方为正厅（又称后厅），厅内设有舞台，可以用作集会或表演。
纪念碑高14米，以当地土产灰白色钟乳石砌成。正方形碑座边长2米，高30厘米。碑身为塔式结构，可分为三层。底部两层均为正方体，中间一层的正面刻有毛泽东题词“庆贺成渝铁路通车，继续努力修筑天成铁路”，背面刻有“一九五四年七月一日奠基”字样。顶层为四角锥台，四个侧面均有“成渝铁路筑路民工纪念碑”的隶书字样。纪念碑四周为花坛，种植常青植物。